# Дискография Таисии Повалий
Дискография украинской и российской певицы Таисии Повалий включает в себя тринадцать студийных альбомов, один концертный альбом, один мини-альбом, семь сборников, шестьдесят один сингл и тридцать семь видеоклипов.
Свою карьеру Повалий начала в 1984 году, а с конца 80-х годов участвовала в различных музыкальных конкурсах, занимая призовые места. Только в 1995 году был выпущен первый студийный альбом певицы — «Панно кохання», затем последовали альбом «Я вас люблю» и первый русскоязычный альбом «Сладкий грех». В 2002 году певица презентовала совместный альбом российским певцом Иосифом Кобзоном — «Одна-єдина», наполненный народными украинским песнями.
В 2004 году состоялся прорыв исполнительницы на российской сцене — она записала дуэт с Николем Басковым «Отпусти меня», который занял 7-е место в чарте СНГ, а уже в следующем, 2005 году, был выпущен второй их совместный сингл «Ты далеко», который занял уже 2-е место и получил более двух миллионов радиоротаций. В 2007 году вышел альбом «За тобой», куда попала и такая успешная песня как «Снегом белым», записанная в дуэте с тем же Николаем Басковым.
Следующее десятилетие певица открыла хит-синглом «Отпусти», записанным со Стасом Михайловым, а также альбомом «Верю тебе», который попал на 21-ю строчку российского альбомного хит-парада. В последующие годы были выпущены различные синглы, становившиеся популярными как на Украине («Уходи», «В любовь надо верить», «Я помолюсь за тебя», «Где любовь, там и рвётся») так и в России («Твоих рук родные объятия», «Ты в глаза мне посмотри», «Я буду твоя»); некоторые из них были включены в альбом «Сердце — дом для любви» (2018).
В 2020 году певица выпустила украиноязычный альбом «Ейфорія», а в 2021 году — альбом «Особенные слова. Исповедь» и очередной дуэт со Стасом Михайловым «Что с тобой? Как же я?», попавший в хит-парады Украины и России. В 2022 году вышли синглы «Кофе с корицей» и «Столетия».

## Альбомы

### Студийные альбомы
| Название                                         | Детали                                                                         | Позиция в чартах |
| Название                                         | Детали                                                                         | Россия           |
| ------------------------------------------------ | ------------------------------------------------------------------------------ | ---------------- |
| «Панно кохання»                                  | - Релиз: 2 сентября 1995 - Лейбл: Караван CD - Формат: CD, кассета             | —                |
| «Я вас люблю»                                    | - Релиз: 1997 - Лейбл: MB Records - Формат: CD, кассета                        | —                |
| «Сладкий грех»                                   | - Релиз: 1 сентября 1999 - Лейбл: Астра, S.T.M. Records - Формат: CD, кассета  | —                |
| «Буде так»                                       | - Релиз: 1 сентября 2000 - Лейбл: NAC - Формат: CD, кассета                    | —                |
| «Одна-єдина» (совместно с Иосифом Кобзоном)      | - Релиз: 1 марта 2002 - Лейбл: NAC - Формат: CD, кассета                       | —                |
| «Птица вольная»                                  | - Релиз: 3 сентября 2002 - Лейбл: NAC - Формат: CD, кассета                    | —                |
| «Українські пісенні перлини»                     | - Релиз: 1 октября 2002 - Лейбл: NAC - Формат: CD, кассета                     | —                |
| «Серденько»                                      | - Релиз: 1 октября 2004 - Лейбл: NAC - Формат: CD, кассета                     | —                |
| «За тобой»                                       | - Релиз: 1 апреля 2007 - Лейбл: Artur Music - Формат: CD, кассета              | —                |
| «Верю тебе»                                      | - Релиз: 2010 - Лейбл: Artur Music - Формат: CD, цифровая загрузка             | 21               |
| «Сердце — дом для любви»                         | - Релиз: 3 октября 2018 - Лейбл: Artur Music - Формат: CD, цифровая загрузка   | —                |
| «Ейфорія»                                        | - Релиз: 21 февраля 2020 - Лейбл: Moon Records - Формат: CD, цифровая загрузка | —                |
| «Особенные слова. Исповедь»                      | - Релиз: 5 марта 2021 - Лейбл: без лейбла - Формат: цифровая загрузка          | —                |
| Символ «—» означает, что альбом не попал в чарт. |                                                                                |                  |

### Концертные альбомы
| Название               | Детали                                                                  |
| ---------------------- | ----------------------------------------------------------------------- |
| «Украина. Голос. Душа» | - Релиз: 2009 - Лейбл: Квадро-Диск - Формат: DVD, CD, цифровая загрузка |

### Мини-альбомы
| Название                                       | Детали                                                   |
| ---------------------------------------------- | -------------------------------------------------------- |
| «Отпусти меня» (совместно с Николаем Басковым) | - Релиз: 2004 - Лейбл: Artur Music - Формат: CD, кассета |

### Сборники
| Название                                        | Детали                                                                           |
| ----------------------------------------------- | -------------------------------------------------------------------------------- |
| «Чортополох»                                    | - Релиз: 4 сентября 2001 - Лейбл: NAC - Формат: CD, кассета                      |
| «Чарівна скрипка»                               | - Релиз: 2002 - Лейбл: NAC - Формат: CD, кассета                                 |
| «Возвращаю»                                     | - Релиз: 1 октября 2003 - Лейбл: NAC - Формат: CD, кассета                       |
| «Наказаны любовью»                              | - Релиз: 1 марта 2008 - Лейбл: Artur Music - Формат: CD                          |
| «Я помолюсь»                                    | - Релиз: 2012 - Лейбл: Artur Music - Формат: CD                                  |
| «Две звезды» (совместно с Александром Маршалом) | - Релиз: 2012 - Лейбл: Квадро-Диск - Формат: CD                                  |
| «Особенные слова»                               | - Релиз: 4 сентября 2020 - Лейбл: United Music Group - Формат: цифровая загрузка |

## Синглы
| Год                                             | Название                                                  | Позиция в чартах | Позиция в чартах | Позиция в чартах | Позиция в чартах | Позиция в чартах | Альбом                      |
| Год                                             | Название                                                  | Украина          | Киев             | Россия           | Москва           | СНГ              | Альбом                      |
| ----------------------------------------------- | --------------------------------------------------------- | ---------------- | ---------------- | ---------------- | ---------------- | ---------------- | --------------------------- |
| 2004                                            | «Отпусти меня» (совместно с Николаем Басковым)            | 46               | —                | 7                | 4                | 7                | «За тобой»                  |
| 2005                                            | «Ты далеко» (совместно с Николаем Басковым)               | 50               | —                | 1                | 3                | 2                | «За тобой»                  |
| 2006                                            | «Одолжила»                                                | —                | —                | —                | —                | 138              | «Птица Вольная»             |
| 2006                                            | «Переживу»                                                | 1                | —                | —                | —                | 80               | «За тобой»                  |
| 2006                                            | «Снегом белым» (совместно с Николаем Басковым)            | 2                | —                | 1                | 4                | 4                | «За тобой»                  |
| 2007                                            | «За тобой»                                                | 1                | —                | 26               | 42               | 19               | «За тобой»                  |
| 2007                                            | «Пусть вам повезёт в любви»                               | 2                | 24               | 83               | —                | 98               | «За тобой»                  |
| 2008                                            | «Бывший»                                                  | 18               | 44               | 44               | 47               | 42               | «Наказаны любовью»          |
| 2008                                            | «Серденько»                                               | 76               | —                | —                | —                | —                | «Серденько»                 |
| 2008                                            | «Птица-душа»                                              | 2                | 5                | —                | —                | —                | «Верю тебе»                 |
| 2008                                            | «Наказаны любовью»                                        | 9                | 14               | 85               | —                | 90               | «Наказаны любовью»          |
| 2009                                            | «Два крыла»                                               | 23               | —                | —                | —                | —                | «Верю тебе»                 |
| 2009                                            | «Только тебя»                                             | 1                | —                | —                | —                | —                | «Верю тебе»                 |
| 2009                                            | «Мама мамочка»                                            | 1                | 8                | —                | —                | 78               | «Верю тебе»                 |
| 2010                                            | «Отпусти» (совместно со Стасом Михайловым)                | 1                | 1                | 11               | 15               | 12               | «Верю тебе»                 |
| 2010                                            | «Верю тебе»                                               | 4                | —                | 33               | 54               | 42               | «Верю тебе»                 |
| 2010                                            | «Рідна земля»                                             | 90               | —                | —                | —                | —                | без альбома                 |
| 2011                                            | «Уходи»                                                   | 4                | 7                | —                | —                | 84               | без альбома                 |
| 2011                                            | «В любовь надо верить»                                    | 7                | 7                | —                | —                | —                | без альбома                 |
| 2011                                            | «Знай»                                                    | 25               | 27               | —                | —                | 112              | «Верю тебе»                 |
| 2012                                            | «Я помолюсь за тебя»                                      | 11               | 20               | 46               | 49               | 32               | без альбома                 |
| 2013                                            | «Между нами»                                              | 1                | 1                | 61               | 88               | 32               | без альбома                 |
| 2013                                            | «Победная»                                                | 64               | —                | —                | —                | 167              | без альбома                 |
| 2013                                            | «Календарь любви»                                         | 20               | 85               | 74               | 73               | 53               | «Сердце — дом для любви»    |
| 2013                                            | «Где любовь, там и рвётся»                                | 1                | 2                | —                | —                | 51               | без альбома                 |
| 2013                                            | «Не залиш мене, любове»                                   | —                | —                | —                | —                | —                | без альбома                 |
| 2014                                            | «Простила»                                                | 12               | 23               | —                | —                | 96               | без альбома                 |
| 2014                                            | «Боже»                                                    | —                | —                | —                | —                | 187              | без альбома                 |
| 2014                                            | «Женщина, которая любит»                                  | 19               | 12               | —                | —                | 179              | «Сердце — дом для любви»    |
| 2015                                            | «Недолюбил»                                               | —                | —                | —                | —                | —                | «Сердце — дом для любви»    |
| 2015                                            | «Твоих рук родные объятия»                                | —                | —                | 19               | 34               | 17               | «Сердце — дом для любви»    |
| 2016                                            | «Половинки»                                               | —                | —                | —                | —                | 106              | «Сердце — дом для любви»    |
| 2016                                            | «Чай с молоком»                                           | —                | —                | 33               | 44               | 34               | «Сердце — дом для любви»    |
| 2017                                            | «С Днем рождения, любимый!»                               | —                | —                | —                | —                | 186              | «Сердце — дом для любви»    |
| 2017                                            | «Сердце — дом для любви»                                  | —                | —                | 39               | 53               | 38               | «Сердце — дом для любви»    |
| 2017                                            | «Миллионы»                                                | —                | —                | —                | —                | —                | без альбома                 |
| 2017                                            | «Новогодний торт»                                         | —                | —                | —                | —                | 752              | без альбома                 |
| 2018                                            | «Я была и буду той…»                                      | —                | —                | —                | —                | —                | «Сердце — дом для любви»    |
| 2018                                            | «Ты в глаза мне посмотри»                                 | —                | —                | 17               | 18               | 22               | «Сердце — дом для любви»    |
| 2018                                            | «Ровно в 00-00»                                           | —                | —                | —                | —                | 162              | без альбома                 |
| 2019                                            | «Берега»                                                  | —                | —                | —                | —                | 447              | «Сердце — дом для любви»    |
| 2019                                            | «Тёплый хлеб»                                             | —                | —                | —                | —                | —                | «Сердце — дом для любви»    |
| 2019                                            | «Я буду твоя»                                             | —                | —                | 23               | 19               | 26               | «Особенные слова. исповедь» |
| 2019                                            | «1000 лет»                                                | —                | —                | —                | —                | 294              | «Особенные слова. исповедь» |
| 2020                                            | «Витри сльози»                                            | —                | —                | —                | —                | —                | «Ейфорія»                   |
| 2020                                            | «Особенные слова»                                         | —                | —                | 62               | 80               | 74               | «Особенные слова. исповедь» |
| 2020                                            | «Крылья»                                                  | —                | —                | —                | —                | —                | «Особенные слова. исповедь» |
| 2020                                            | «Не сомневайся»                                           | —                | —                | —                | —                | —                | «Особенные слова. исповедь» |
| 2021                                            | «Буду счастливой»                                         | —                | —                | —                | —                | 662              | «Особенные слова. исповедь» |
| 2021                                            | «Что с тобой? Как же я?» (совместно со Стасом Михайловым) | 51               | 53               | 31               | 34               | 38               | без альбома                 |
| 2021                                            | «Я знаю»                                                  | —                | —                | —                | —                | —                | без альбома                 |
| 2021                                            | «Новогодняя»                                              | —                | —                | —                | —                | —                | без альбома                 |
| 2021                                            | «Самая лучшая»                                            | —                | —                | —                | —                | —                | без альбома                 |
| 2022                                            | «Кофе с корицей»                                          | 93               | 80               | —                | —                | —                | без альбома                 |
| 2022                                            | «Столетия»                                                | —                | —                | —                | —                | —                | без альбома                 |
| 2022                                            | «В городе снег»                                           | —                | —                | —                | —                | —                | без альбома                 |
| 2023                                            | «Кофе с корицей»                                          | —                | —                | —                | —                | —                | без альбома                 |
| 2024                                            | «На веки вечные»                                          | —                | —                | —                | —                | —                | без альбома                 |
| 2025                                            | «Ты самый лучший»                                         | —                | —                | —                | —                | —                | без альбома                 |
| 2025                                            | «На Руси»                                                 | —                | —                | —                | —                | —                | без альбома                 |
| 2025                                            | «Папа»                                                    | —                | —                | —                | —                | —                | без альбома                 |
| Символ «—» означает, что сингл не попал в чарт. |                                                           |                  |                  |                  |                  |                  |                             |

## Прочие появления
| Год  | Название                                           | Альбом                               |
| ---- | -------------------------------------------------- | ------------------------------------ |
| 1998 | «Любимый город»                                    | «Бери шинель… — Песни из телефильма» |
| 1998 | «Математика любви» (совместно с Алексеем Глызиным) | «Колесо фортуни ІІ»                  |
| 2001 | «Моя земля»                                        | «Ми з України»                       |
| 2001 | «Три зимы»                                         | «Вечера на хуторе близ Диканьки»     |
| 2002 | «Не спугните жениха»                               | «Песни из фильма „Золушка“»          |
| 2006 | «Ти моя Украiна»                                   | «Золотой генофонд Украины — 2»       |
| 2011 | «Ты снишься мне» (совместно с Сергеем Пенкиным)    | «Дуэты»                              |

## Музыкальные клипы
| Год  | Название                                                  | Режиссёр            |
| ---- | --------------------------------------------------------- | ------------------- |
| 1993 | «Інша»                                                    | неизвестен          |
| 1995 | «Просто Тая»                                              | Л. Шульженко        |
| 1996 | «Чортополох»                                              | Семён Горов         |
| 1998 | «Вечерок»                                                 | неизвестен          |
| 1998 | «Сладкий грех»                                            | Виталий Докаленко   |
| 1998 | «Белая птица»                                             | Владимир Якименко   |
| 2000 | «Буде так»                                                | Семён Горов         |
| 2000 | «Не питай мене, чому»                                     | Максим Паперник     |
| 2000 | «Чарівна скрипка»                                         | Семён Горов         |
| 2001 | «Любимый мой»                                             | Семён Горов         |
| 2001 | «Губы твои алые»                                          | Семён Горов         |
| 2001 | «Пісня про матір»                                         | Семён Горов         |
| 2002 | «Птица вольная»                                           | Семён Горов         |
| 2003 | «Серденько»                                               | Семён Горов         |
| 2004 | «Отпусти меня» (совместно с Николаем Басковым)            | Семён Горов         |
| 2005 | «Ты далеко» (совместно с Николаем Басковым)               | Семён Горов         |
| 2006 | «Переживу»                                                | Семён Горов         |
| 2007 | «За тобой»                                                | Семён Горов         |
| 2007 | «Пусть вам повезет в любви»                               | Алан Бадоев         |
| 2007 | «Бывший»                                                  | Алан Бадоев         |
| 2010 | «Отпусти» (совместно со Стасом Михайловым)                | Катя Царик          |
| 2010 | «Верю тебе»                                               | Катя Царик          |
| 2011 | «Уходи»                                                   | Семён Горов         |
| 2012 | «Я помолюсь за тебя»                                      | Александр Филатович |
| 2012 | «Доля»                                                    | Александр Филатович |
| 2013 | «Где любовь, там и рвётся»                                | Алан Бадоев         |
| 2013 | «Календарь любви»                                         | Семён Горов         |
| 2014 | «Женщина, которая любит»                                  | Александр Филатович |
| 2015 | «Твоих рук родные объятья»                                | Сергей Солодкий     |
| 2016 | «Чай с молоком»                                           | Алан Бадоев         |
| 2017 | «Сердце — дом для любви»                                  | Станислав Морозов   |
| 2018 | «Ты в глаза мне посмотри»                                 | Сергей Солодкий     |
| 2019 | «Я буду твоя»                                             | Сергей Солодкий     |
| 2020 | «Витри сльози»                                            | Luck Out Club       |
| 2020 | «Дай мені любов»                                          | Luck Out Club       |
| 2020 | «Особенные слова»                                         | Сергей Ткаченко     |
| 2021 | «Что с тобой? Как же я?» (совместно со Стасом Михайловым) | Сергей Ткаченко     |